# Registro Civil de la Familia Real
El Registro Civil de la Familia Real, oficialmente Registro del Estado Civil de la Familia Real, es un registro especial existente en España desde 1873 que tiene por objeto recoger los nacimientos, matrimonios y defunciones, así como cualquier otro hecho o acto inscribible con arreglo a la legislación sobre Registro Civil, que afecten al rey o reina de España, su consorte, sus ascendentes de primer grado, sus descendientes y al príncipe o princesa heredera de la Corona.
Su regulación actual data de 1981, aprobada por el Real Decreto 2917/1981, de 27 de noviembre, sobre Registro Civil de la Familia Real. Su custodio es el ministro de Justicia, como notario mayor del Reino.

## Regulación legal
Aunque se pueden encontrar vestigios de algún tipo de registro de la Familia Real en el artículo 209 de la Constitución de 1812, el Registro de la Familia Real se creó en el año 1873, con el objeto de armonizar la regulación de las situaciones jurídicas de la Familia Real con la aprobación de la Ley Provisional de Matrimonio Civil y la Ley Provisional del Registro Civil, ambas de 1870. Por aquel entonces, el registro se hacía por duplicado, quedándose una copia el Ministerio de Gracia y Justicia y otra el Archivo General de Palacio. Asimismo, la custodia era responsabilidad del mencionado ministerio, actuando como secretario el director general de los Registros y del Notariado.
Posteriormente, en 1880 se reformó ligeramente la forma de anotar los nacimientos en el registro, puesto que desde 1873 se requería que fueran en un único acto junto con la comunicación al Cuerpo diplomático extranjero y otros organismos y, tras constatar la imposibilidad de llevarse a efecto tal disposición, el Gobierno optó por separar ese único acto en dos actos diferentes, dando a la Casa Real el plazo general de tres días establecido en la Ley del Registro Civil de 1870 para practicar la inscripción.
En 1901 se abrió un nuevo libro para incluir temas relacionados con la ciudadanía y la vecindad civil de los miembros de la Real Familia (al objeto de inscribir la concesión de la nacionalidad española al infante Carlos de Borbón-Dos Sicilias) y, desde 1922, existió un registro especial, unido al Registro Civil de la Familia Real, para aquellos familiares del rey que no fueren estrictamente familia real, pero fueren miembros de casas reales ligadas por consanguinidad o afinidad a la del rey de España (también, con el objetivo de inscribir a un miembro de la realeza, en este caso el nacimiento de la archiduquesa Isabel de Habsburgo-Lorena). Unos años antes, en 1918, se había aprobado la creación de un protocolo de negocios privados, ajeno al Registro Civil, que recogería el resto de actos jurídicos de la familia real (testamentos, capitulaciones matrimoniales, particiones, contratos...), y en todos ellos el ministro de Justicia actuaba como notario de la Real Familia.
Tras la instauración de la Segunda República, si bien no fue derogado, el Registro Civil de la Familia Real fue relegado y sus documentos pasaron al Registro Civil del distrito de Palacio de Madrid hasta 1975 cuando, tras la restauración de la monarquía, se restableció formalmente el Registro del Estado Civil de la Familia Real y los documentos retornaron al Ministerio de Justicia.

### Custodia
La actual normativa data de 1981; no es una regulación novedosa, pues se trata de una refundición legislativa de toda la normativa mencionada anteriormente. La diferencia con regulaciones anteriores es que ahora es un libro único, sin división en secciones y con inscripciones cronológicas. Por su especial relevancia y trascendencia, este registro se encuentra custodiado en el Ministerio de Justicia, siendo responsabilidad del ministro de Justicia, como notario mayor del Reino, y actuando como secretario del mismo el director general de Seguridad Jurídica y Fe Pública.